# 尾形藤吉
尾形 藤吉（おがた とうきち、1892年3月2日 - 1981年9月27日）は、日本の騎手、調教師。
1908年より騎手となり、1911年からは騎手兼調教師として初代ハクショウ、アスコット、1936年より専業の調教師となってからは11戦無敗のクリフジ（JRA顕彰馬）、八大競走3勝を挙げ、日本馬としてはじめてアメリカの重賞競走を制したハクチカラ（同前）など数多くの名馬を手掛けた。日本中央競馬会（JRA）が発足した1954年以降だけでも年間最多勝を12回記録し、通算1670勝および東京優駿（日本ダービー）8勝をはじめとする旧八大競走39勝、重賞189勝（1932年以降）は史上最多勝利記録。さらに門下からはそれぞれJRA騎手顕彰者の保田隆芳、野平祐二、同調教師顕彰者の松山吉三郎ら数々の人材を輩出した。その幾多の功績により日本競馬界において「大尾形」と称される。
1964年黄綬褒章、1966年勲五等双光旭日章受章。2004年、調教師顕彰者に選出。同じくJRA調教師の尾形盛次は長男、尾形充弘は孫。
出生から1908年までは「大河原」姓であり、また1911年から1946年までは「尾形景造」と名乗っていたが、本項では統一して「藤吉」と記述する。

## 経歴

### 生い立ち - 御料牧場へ
1892年、北海道有珠郡伊達町（現・北海道伊達市）の開拓農家に、大河原栄次郎・キク夫妻の次男として生まれる。父方の大河原家、母方の尾形家は、双方とも亘理伊達家の旧臣であり、主君・伊達邦成に従って当地に入植していた。家では2頭の農耕馬を飼い、栄次郎はその手入れのすべてを自ら行う馬好きな人物だった（藤吉が3歳の時に死去）。藤吉も幼少より馬に親しみ、尋常小学校に入学してからは夏になると裸馬の背に立って乗り回し、友人らに「立ち乗りの藤ちゃん」とあだ名された。
高等小学校4年次であった1907年9月、異父弟が川遊びの最中に溺死する不幸に見舞われ、さらに10月には大火が伊達町を襲い、藤吉を消沈させた。しかし翌11月、官営の新冠御料牧場に勤めていた大叔父・阿部哲三が火事見舞いに訪れると、藤吉はこれを新局打開の機会と捉え、自らを御料牧場へ連れていくよう哲三に頼んだ。すると好感を抱いた哲三も母キクの説得に努め、これを認められて藤吉は哲三と共に御料牧場へ移り、馬術見習生となった。牧場に入ってしばらくは雑用をこなしていたが、2カ月後に前担当者の過失から「豪サラ」の種牡馬ウヰリアムの乗り運動を新たに担当することになり、曲のある同馬とともに乗馬技術を磨いていった。1908年には近隣の牧場から人馬を集めて行われる祭典競馬にも参加し、2戦1勝・2着1回の成績であったという。

### 職業騎手となる

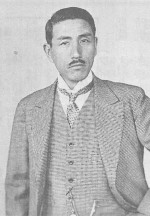
菅野を抱えていた園田実徳。目黒競馬場を管轄する日本競馬会々長も務めた。馬術家であった武彦七の兄で、のちに甥の武富三は藤吉の弟子となる。

1908年8月、東京で園田実徳お抱えの騎手兼調教師を務めていた菅野小次郎が、馬市参加のため北海道を訪れ、牧場での藤吉の乗馬姿に目を留め、自らの弟子とすることを哲三に提案する。藤吉が同座したのち菅野があらためて入門を誘うと、藤吉は二つ返事で了承し、翌日には御料牧場を離れ上京の途に就いた。目黒の厩舎に到着してから正式に菅野に弟子入り。兄弟子には後に藤吉の弟子となる内藤潔の父・内藤清一がいた。
2年弱さかのぼる1906年秋、東京競馬会・池上競馬場で行われた馬券発売を伴う開催が多額の収益を挙げ、これに触発された全国各地に競馬倶楽部が続々と設立された。競馬は軍馬の改良や、そのために必要な馬産振興といった公益的な名目の下に行われ、それを担う競馬主催者の収入源として、馬券発売は「黙許」という形になっていた。しかし営利目的による競馬開催の横行や、観客の射幸心の挑発、競馬場内における騒擾事件の頻発などといった風紀紊乱の弊害を問題視され、藤吉の上京からわずか2カ月後の1908年10月6日をもって馬券発売は全国的に禁止された。これにより財源を失った各地の競馬主催者は大打撃を受け、藤吉の先行きもにわかに暗いものとなった。「もし競馬ができなくなったら、陸軍の調馬師にでもなるがいい」と、菅野が藤吉に陸軍馬術教範を与えたほどであった。しかし政府からの補助金を頼りに競馬開催そのものは続けられることになり、12月13日の目黒秋季開催3日目、内国産呼馬競走で藤吉は騎手として初騎乗した。4頭立ての全てが園田実徳の所有馬で、藤吉はホクエン、菅野がここまで13戦全勝、帝室御賞典にも優勝していたシノリに騎乗していた。藤吉は最後にシノリを追い込み、1着同着という結果で初騎乗初勝利を挙げた。なお、藤吉は「確かに頭ひとつだけ勝った」が「馬券はないし、2頭とも園田氏の所有馬だし、シノリの14戦目も1着という記録にしておきたかったのだろう」と述懐している。
以後も補助金頼みの競馬開催が続くなかで藤吉も騎手として活動したが、観客の少ない寂しいものであったという。1908年秋季開催における全国7競馬会の一般入場者数は、1競馬場あたり1日平均20人という少なさだった。なお、1909年8月、母方の尾形家の相続人が早世したことから、藤吉が代わって家名を継ぎ、大河原藤吉から尾形藤吉へと改姓した。

### 多賀一との出会い - 独立

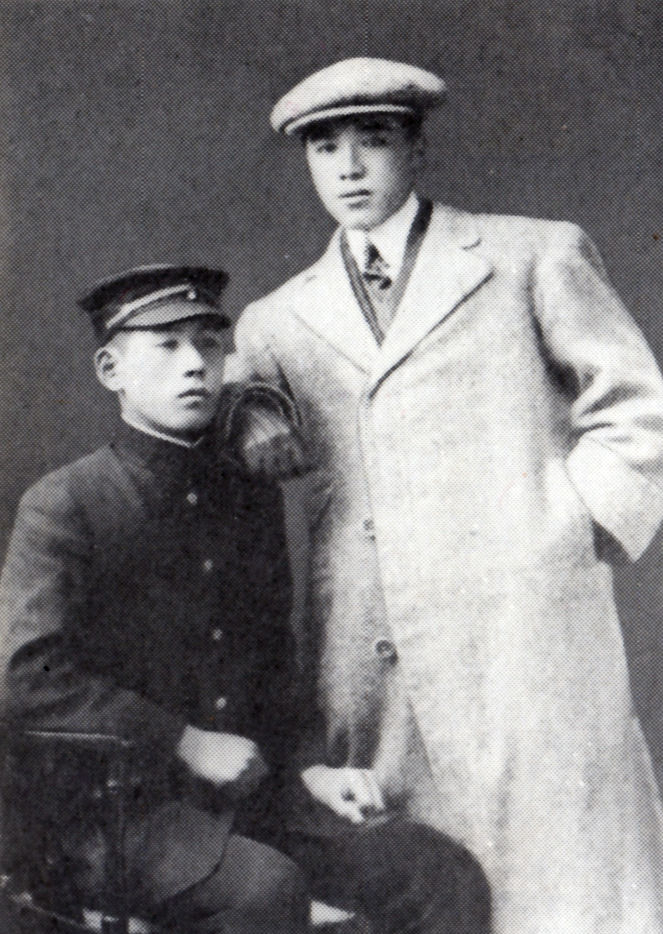
Hクラブ専属のころ（22～23歳）。阿部哲三の長男・昌三と。

1911年元旦、藤吉は菅野のもとを離れ、明治天皇の御召馬車の御者として宮内省主馬寮に勤める多賀一に専属騎手として抱えられることになった。多賀は御者のかたわらで新橋に料亭を経営し、やはり料亭経営の次弟・平岡広高、末弟・多賀半蔵と共同で「Hクラブ」という名義を用いて競走馬を所有していた。Hクラブはそれまで美馬孝之を専属としていたが、美馬は当時チリからの招聘を受けて離日する予定で、その後任として藤吉が求められたものだった。多賀との出会いにより、藤吉は宮内省の運営になる下総御料牧場、および御料に匹敵する二大牧場として数々の名馬を輩出する小岩井農場との間に、優先的な繋がりを築いていくことになる。
藤吉はHクラブが所有する祐天寺の厩舎に移り、5月末には目黒競馬場で移籍後最初の開催を迎えたが、新呼馬戦（新馬戦）での騎乗中に進路妨害を受けて馬もろとも転倒し、16日間意識不明となる事態に陥った。覚醒後は快方に向かったが、多賀の妻が厄払いとして藤吉に改名を勧め、姓名判断から藤吉は「景造」を名乗ることとなった。以後この名前は太平洋戦争後に戸籍名での登録が義務づけられるようになるまで使用された。

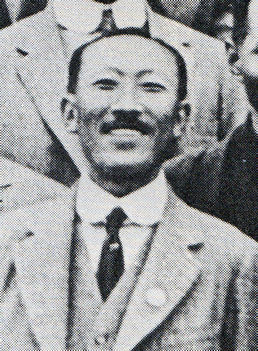
北郷五郎。藤吉は独立に際して北郷から助言を受け、以後も様々に北郷を頼り、家族ぐるみの付き合いがあった。

以後騎手として復帰し、Hクラブの所有馬アスベル、トクホといった馬で成績を挙げた。特にトクホは当時最大級の牧場であった小岩井農場の生産馬で、藤吉が手掛けた最初の小岩井馬であった。Hクラブの次弟・広高の所有馬だったが、同馬がデビューした1915年当時は広高の料亭「花月楼」が経営難に陥っていたことから売却も視野に入れられていた。しかしトクホは当時の大競走である優勝内国産馬連合競走（連合二哩）を制して賞金3000円を獲得し、花月楼の経営を救うことになった。また、藤吉は同競走で1番人気だったミツイワヰに騎乗していた重鎮・北郷五郎とこれを機に親しく交わるようになり、のちにトクホを「名馬以上の馬で福の神」と称えている。
翌1916年には多賀一の勧めで主馬寮に勤務する梶山甲造の娘・栄子と結婚。約半年後、半蔵の死去や広高の多忙化でHクラブの運営が難しくなったことから、多賀一より独立を勧められる。藤吉は北郷に相談した後この提案を受け容れ、祐天寺の厩舎を譲り受けて騎手兼調教師として独立した。独立当初の管理頭数は5～6頭であった。
藤吉は独立後、目先の勝利よりもまず充実した厩舎の下地作りに力を注いだ。1918年には最初の弟子となる美馬信次（Hクラブ専属だった孝之の弟）が入門。同年藤吉はシンオーミフジに騎乗して最高級競走の帝室御賞典（春季・阪神競馬倶楽部）に初優勝しているが、雨漏りする厩舎の屋根を葺き替えることができないほど財政面では苦しかった。
1923年7月1日、馬券発売に法的根拠を与える新制競馬法が施行され、15年ぶりに馬券発売が復活した。翌年春の目黒開催では前年秋の優勝内国産馬連合競走を制していたスターリングが競走中の事故により死亡する不幸に見舞われたが、それに代わってチヱリーダッチェス、アストラルの牝馬2頭が活躍し、前者は1924年春の帝室御賞典（横浜）に優勝、後者は1927年秋の内外国産古馬競走や帝室御賞典（横浜）に優勝した。チヱリーダッチェスは抽せん馬、アストラルは購買額1350円という安馬だった。大正末期から昭和初期にかけては、ほかにもフロラーカツプ、クヰンフロラー、キングフロラー、アスベル、カイモン、クヰンホークといった馬で大競走を次々と制した。また、この頃には大久保亀治、岩佐宗五郎、二本柳勇、古賀嘉蔵といった弟子達が騎手として成長し、活躍をはじめた。

### 初代ハクショウとアスコット

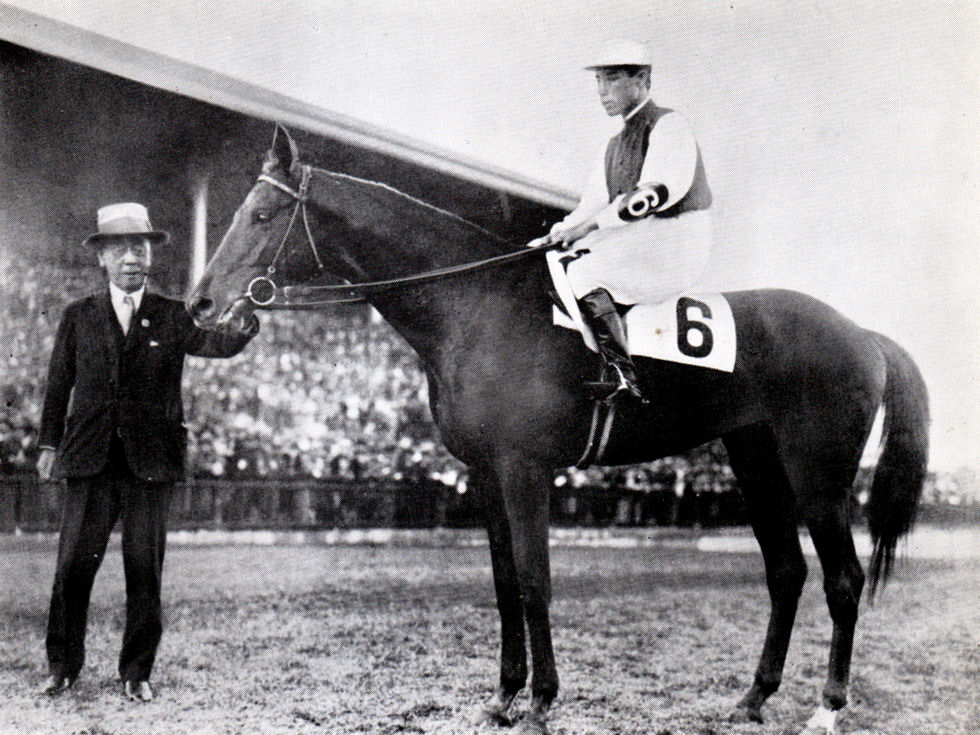
アスコットと藤吉。轡は多賀一。

同時期、藤吉は騎手として自ら「世紀の決戦」と称する競走を経験した。ハクショウと臨んだ1930年新設の内国産馬競走（中山四千米）である。この競走は中山競馬倶楽部理事長・肥田金一郎が古馬（5歳以上馬）の総決算的な競走として考案したもので、ここまで17勝を挙げ引退レースとして臨んだナスノとハクショウの一騎討ちとなった。当時の規定で2頭立ての競走は成立しないため、敗れた方が500円を払うという条件でゴーケツ（織田紋次郎騎手）に出走を要請し、3頭立てで行われた。この競走は新聞の社会面で取り上げられるほど注目を集め、当日の中山競馬場には当時としては競馬始まって以来（藤吉）という2万人が詰めかけた。藤吉は追い込み得意の騎手であったが、この競走ではナスノを先に行かせると逃げきられるとの判断から一転して逃げを打ち、そのままゴールまで逃げきってナスノに3馬身差で優勝を果たした。翌日の読売新聞には「ナスノが負けた」と観客たちが驚嘆する様子や、同馬に騎乗した岸三吉が涙したという模様が伝えられている。
また、1931年秋よりデビューしたアスコットも藤吉の伝記に一項を割かれるなど特筆される1頭である。同馬は同年春に5連勝するなど当時の尾形厩舎の筆頭格であったワカクサの弟で、農林省賞典（阪神）、中山四千米、帝室御賞典（目黒）、目黒記念、横浜特別など17勝を挙げたが、性格の温順さ、操縦の容易さもあって競走馬引退後に東久邇宮稔彦王に乗馬として寄贈され、陸軍で訓練を受けたのちに騎兵大尉・西竹一と1936年のベルリン五輪に総合馬術競技の日本代表として出場した。結果は50頭中の12位であったが、藤吉は「アスコットが数々の難関を切り抜けて野外騎乗でゴールに入ったという報告を聞いたときは、競馬に勝ったときよりうれしかった」と述べている。

### 騎手引退まで

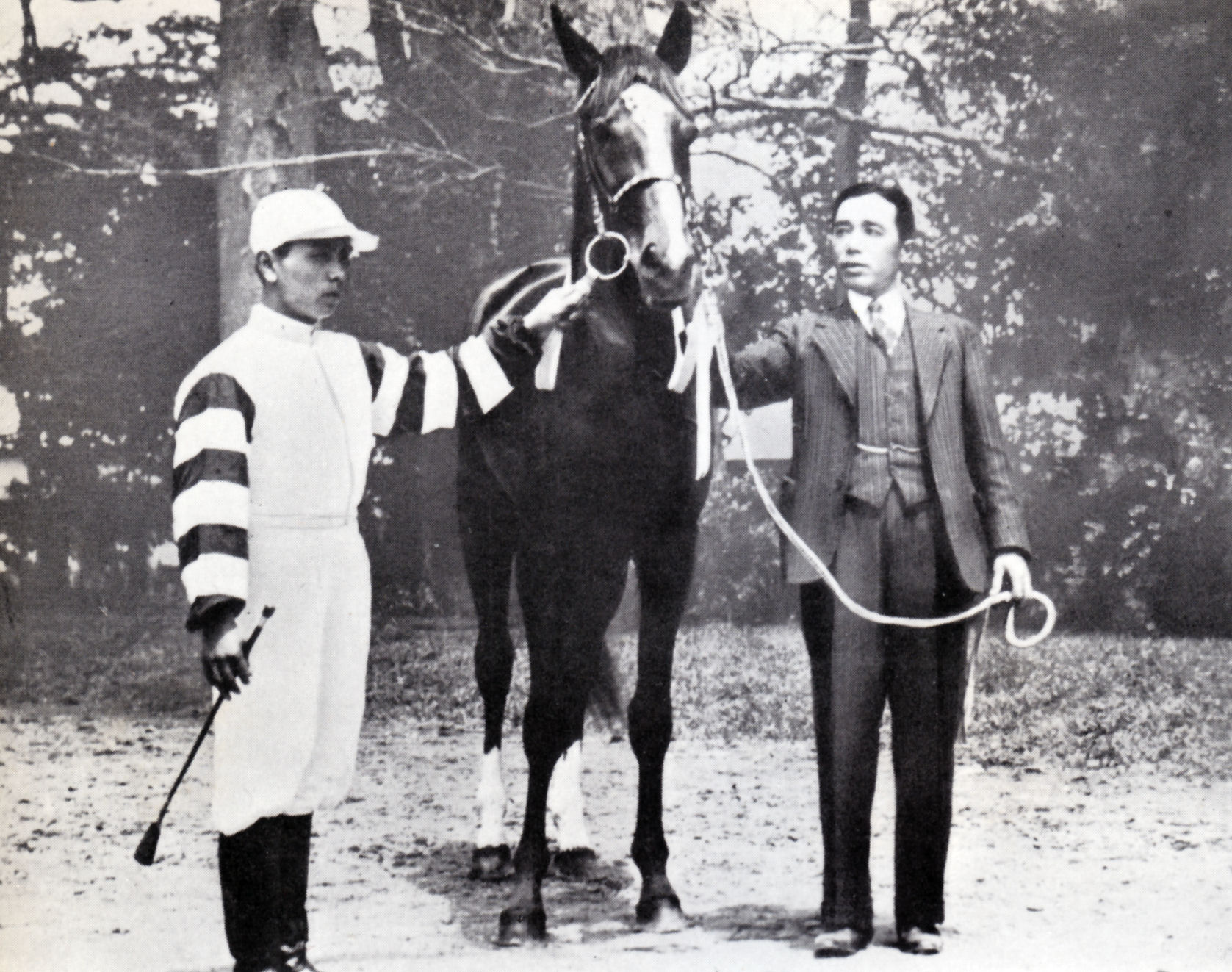
日本ダービーに優勝したトクマサの轡をとる藤吉。左は伊藤正四郎。

1932年、目黒競馬場を管轄する東京競馬倶楽部が東京優駿大競走（日本ダービー）を創設。藤吉はその第1回競走に3頭の管理馬を送り込み、自身もオオツカヤマで騎手として出走した。当日は6番人気であった。レースはスタートから先頭を奪ったワカタカがそのまま逃げきって初代ダービー馬となり、後方から追い込んだオオツカヤマは4馬身差の2着となった。翌年、目黒競馬場が府中市へ移転して新たに東京競馬場が竣工し、これに伴い目黒祐天寺裏にあった尾形の厩舎も府中へ移った。尾形は府中に2000坪の土地を買い、16頭収容の厩舎を2棟と自宅や雇員の小屋などを建てた。翌1934年、東京競馬場での初開催となった日本ダービーに藤吉は4頭を送る。本命視されていた中村一雄厩舎（阪神）のミラクルユートピアが競走当日の怪我で出走を取り消し、尾形厩舎のフレーモア（大久保亀治）、テーモア（伊藤正四郎）、デンコウ（二本柳勇）に人気が集まると、結果もこの3頭が1着から3着を占め、藤吉は第3回にしてダービー初優勝を果たした。翌年の第4回競走ではアカイシダケに騎乗して2着となり、これが騎手として最後のダービー出走となった。1936年には伊藤正四郎騎乗のトクマサでダービー2勝目を挙げた。
同年、全国各地で独立運営されていた11の競馬倶楽部が日本競馬会として統合されるに当たり、調教師と騎手の職域を明確化する「調騎分離」が打ち出された。藤吉は新たに厩舎に入った内藤潔、松山吉三郎、保田隆芳、八木沢勝美といった多くの弟子が成長しつつあることに鑑み、11月23日の目黒記念でアカイシダケに騎乗して4着となったのを最後に騎手を引退し、以後調教師専業となった。騎手成績は明確に集計されている範囲では373戦148勝。勝率は3割9分6厘、後年算出されるようになる連対率（2着以内率）は6割超という高率であった。騎手としての日本ダービー優勝はならなかったが、帝室御賞典11勝は最多勝利記録である。

### 太平洋戦争終結まで
1938年、藤吉はテツモンで同年創設された第1回農林省賞典四歳呼馬（後の菊花賞）を制覇。さらにアステリモアで第1回阪神優駿牝馬（後の優駿牝馬、オークス）も制した。翌1939年には中山四歳牝馬特別（後の桜花賞）、横浜農林省賞典四歳呼馬（後の皐月賞）が新設され、日本ダービーと合わせて日本における「五大クラシック」が整備された。1940年にはタイレイで中山四歳牝馬特別に優勝。同年、Hクラブ時代以来の付き合いだった北郷五郎が死去し、藤吉はその後を継いで日本調教師騎手会の会長に就任した。また、北郷の弟子であった田中康三と前田長吉のふたりを自身の厩舎に引き受けている。

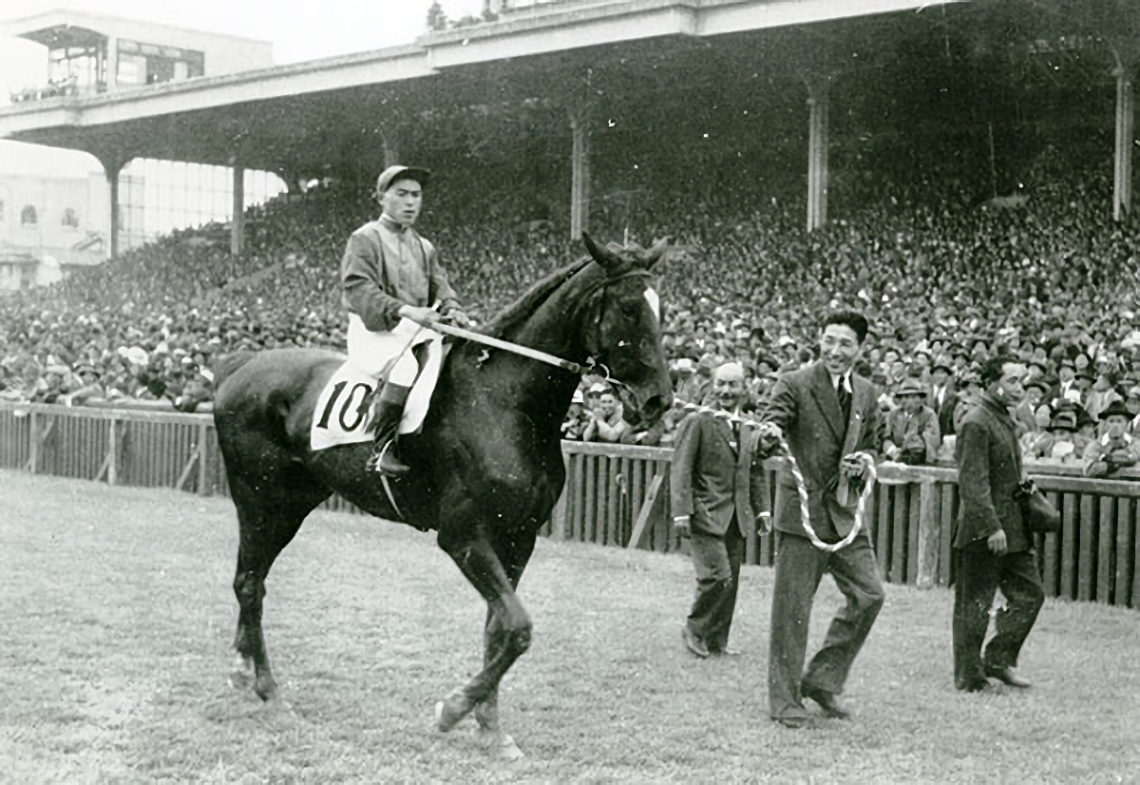
日本ダービーに優勝したクリフジと前田長吉。轡は栗林友二。

翌1941年には田中和一郎厩舎のセントライトが史上初のクラシック三冠を達成したが、同年末より太平洋戦争が勃発。日米開戦後もしばらく競馬は開催され、1943年、藤吉は牝馬クリフジを擁してクラシック戦線に臨んだ。クリフジは前田長吉を背にデビューから連勝を重ね、3戦目の日本ダービーでは2着に6馬身差・レコードタイムで牝馬として2頭目の優勝を果たし、前田も20歳3カ月という史上最年少のダービージョッキーとなった。さらに秋には阪神優駿牝馬を10馬身差、京都農商省賞典四歳呼馬も大差で制し、翌1944年の引退まで11戦全勝という成績を残した。クリフジは後世まで史上最強牝馬とも評され、藤吉は「古今を通じて、これほど強い牝馬はいないという巴御前のような」と評した。また藤吉は前田についても「天才騎手といえるほどの少年」と高く評価している。なお、前田は徴兵を受けて従軍後シベリア抑留の身となり、1946年に病気のため同地で没した。
1944年から競馬は「能力検定競走」として東京と京都のみの無観客開催となる。各馬主の所有馬はすべて日本競馬会が買い上げ、良質馬を「検定馬」として残し、調教師ひとりにつき10頭ずつ割り振られた。春秋2回の開催で、尾形厩舎は日本ダービーでシゲハヤが2着という成績を残したが、やがて空襲が激しさを増して都会での競馬開催はできなくなり、競馬会の支所として北海道支所（北海道静内町）、東北支所（岩手県滝沢村）、関東支所（栃木県宇都宮市）の3カ所が設置され、藤吉は弟子の八木沢勝美や田中康三らと東北支所に赴き、総勢70頭の検定馬をもって非公式の競馬開催が続けられた。1945年8月14日には東北支所が検定競走中に空襲を受けたが、翌15日に終戦を迎えた。

### 戦後の競馬
終戦後、先行きが不透明な中で藤吉は盛岡に留まっていたが、秋になり競馬再開の報があったことから東京に戻り、厩舎の再建を始めた。戦後の競馬は1946年10月からの開催と決まり、競走馬については検定馬を抽籤で各馬主に再配布し、それらをさらに抽籤して各調教師に割り振ることになったが、藤吉に目立った馬は当たらず、再開第1回の競馬は牝馬オホヒカリが3勝を挙げたことと、新弟子で当時18歳の野平祐二がそのうち2勝を挙げたことが目立つ程度であった。しかし1949年にはヤシマドオターが桜花賞を制して戦後のクラシック初勝利を挙げる。同馬は次走の日本ダービーで落馬事故に巻き込まれて重傷を負ったが、のちに快復し、翌1950年秋の天皇賞に優勝するなど活躍した。同年はほかにハタカゼが重賞3勝を挙げるなどし、年間では99勝を挙げて戦前の最高成績を上回った。1951年にはハタカゼが天皇賞（秋）を制覇、1952年にはオホヒカリの子・クリノハナが皐月賞と日本ダービーの二冠を制し、藤吉は五大クラシック競走の完全制覇を達成した。
1953年にはハクリョウが菊花賞に優勝。同馬は翌1954年に古馬（5歳以上馬）として確固とした存在に成長し、天皇賞（春）などを制し、同年より啓衆社がはじめた年度表彰において史上初の年度代表馬に選出された。また同年にはアメリカのローレルパーク競馬場から国際競走ワシントンD.C.インターナショナルに日本馬として初めて招待を受けたが、巨体のため用意された飛行機では輸送が難しいことが分かり断念された。しかし1956年から1957年にかけて日本ダービー、天皇賞（秋）、有馬記念を制したハクチカラが1958年から改めてアメリカ遠征を行うことになり、保田隆芳を伴って渡米。保田とのコンビで臨んだ現地4戦では好成績を残せなかったが、現地騎手のレイ・ヨークが駆った渡米後11戦目のワシントンバースデーハンデキャップ（英語版）を逃げきって、日本馬として初めてアメリカの重賞競走を制した。また保田は現地でモンキー乗りを習得し帰国後に3年連続して最多勝利騎手となるなど好成績を挙げ、あぶみの長い「天神乗り」が定着していた日本でのモンキー乗り普及に大きく貢献した。

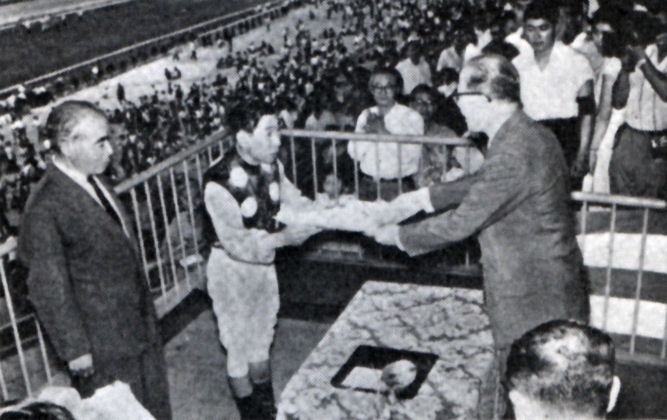
保田による1000勝達成の表彰式に付き添う（左端）。

1961年には2代目となるハクショウがメジロオーとの「髪の毛一本」といわれた僅差を制して日本ダービーに優勝。1963年には尾形厩舎から出たメイズイとグレートヨルカの2頭が二強としてクラシックを戦った。春の二冠はメイズイが制し、セントライト以来2頭目のクラシック三冠確実といわれたが、三冠最終戦の菊花賞では騎乗した森安重勝の騎乗ミスもあって6着に沈み、代わってグレートヨルカが最後の一冠を制することになった。このとき藤吉は茫然自失で、グレートヨルカ騎乗の保田から声を掛けられるまで同馬の勝利に気付かなかったともいわれ、のちに森安の騎乗を「だらしないの一語に尽きる」と指弾している。また、同年はコレヒサで天皇賞（春）も制しているほか、保田隆芳が史上初の通算1000勝という記録を達成した。
1966年にはコレヒデが天皇賞（秋）と有馬記念を制し、尾形厩舎から4頭目の年度代表馬となる。1969年にはワイルドモア、ミノル、ハクエイホウ、メジロアサマの「尾形四天王」がクラシック路線を賑わせ、うちワイルドモアが皐月賞を制した。同年にはシャダイターキンでオークスも制し、年間78勝の成績で自身12度目の年間最多勝を記録した。日本中央競馬会が発足した1954年から当年までの15年間、関東では一度も最多勝を譲らず、年間の史上最多勝記録である1959年の121勝を筆頭に、100勝越えは3度（1948～1953年の国営時代を含めると5度）に及んだ。

### 斜陽期 - 死去

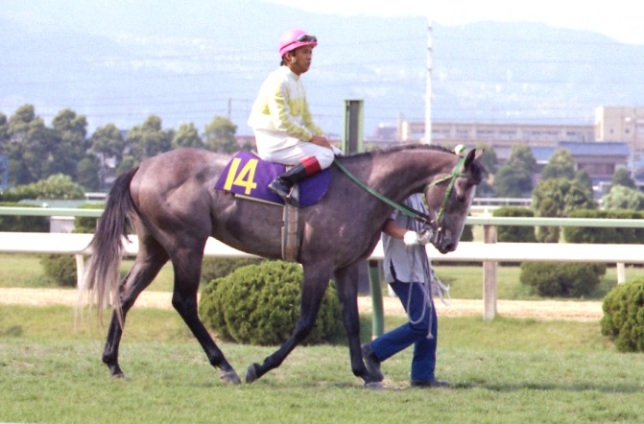
藤吉最後の重賞勝利を挙げたメジロティターン。

シャダイターキン以降、藤吉は八大競走制覇から遠ざかり、勝利数の面でも徐々に成績を落としていった。1973年秋の天皇賞では1番人気に推されたハクホオショウが骨折で競走を中止し、斜陽をいっそう印象づけた。また、翌月にはハクホオショウの馬主で、戦後の尾形厩舎を支えた馬主のひとりである西博が死去。同じころ藤吉自身も腰に怪我を負い、その経過が芳しくなく、息子の盛次や孫の充弘が厩舎管理を補佐した。また、藤吉は弟子の保田や盛次の厩舎開業に際して自身の管理馬房を10ずつ割譲し、1975年からは競馬会が調教師1人当たりの管理馬房数削減策を打ち出したことから、さらに管理数を減らしていった。そうした最中の1977年、藤吉はラッキールーラで自身8度目にして最後のダービー優勝を果たした。
1981年9月27日、89歳で死去。息を引き取ってから約15分後に行われたセントライト記念にメジロティターンが優勝したのが最後の重賞勝利となった。なお、一般に藤吉の通算成績は、日本中央競馬会が発足した1954年以降の成績をもって9390戦1670勝とされる、史上最多記録であるが、全国統一された最初の競馬組織である日本競馬会が発足した1937年以降では、14103戦2776勝となる。死後、正六位に叙された。
2004年、日本中央競馬会50周年を記念してホースマンの殿堂にあたる調教師・騎手顕彰者制度が創設され、藤吉は弟子の松山吉三郎とともに調教師部門で選出された。騎手部門では保田隆芳と野平祐二の2名も福永洋一と共に同時選出された。

## 特徴・評価

### 騎乗の特徴

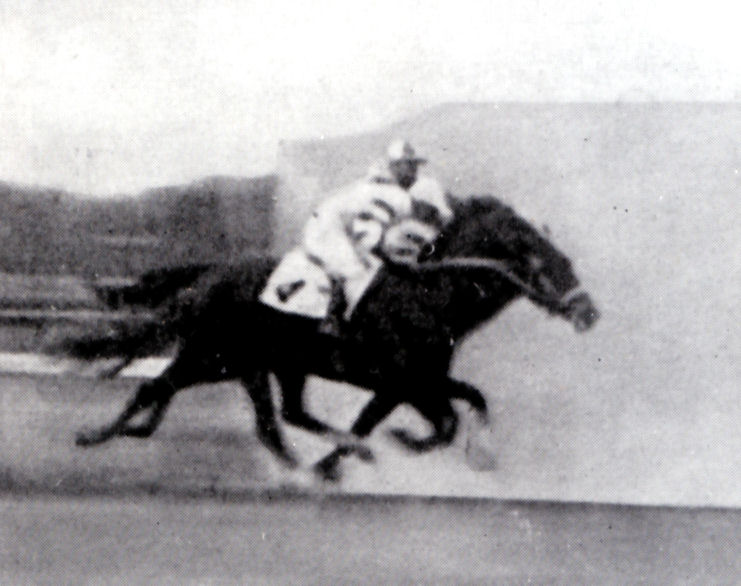
「尾形直伝」と評された伊藤正四郎の騎乗フォーム（ゼッケン4番）。

騎手としての藤吉は馬術仕込みの手綱捌きで馬を抑え、追い込み戦法を得意としていた。毎日新聞記者の高橋謙はその騎乗姿を評して「長いアブミで帆かけ舟のようなスタイルよろしく、ゆうゆうと馬群の後からいき、3コーナーにかかる頃からやや前傾姿勢になると強力な脚でもみ出しながら、両手綱を一本の棒のようにピンと張ってハミに合わせて追い出す絶妙の追い込み」と述べている。下半身を使って追うことが特徴であったようで、北郷門下の梶与三男も「普通は叩いたり、拍車を入れて追ってくるのだが、あの人は腰でもみ出してくる。達者な人だった」と評している。
長あぶみの姿勢で追い込む姿は尾形一門に共通し、「尾形流」ともいわれた。保田隆芳は「あぶみが長く、ハミあたりがやわらかく、しかも剛毅に乗る」ことが一門の特徴だったと述べている。その一方で、野平祐二は若手時代から独自に鐙の短いモンキー乗りを試みていたが、厩舎の伝統と異なるフォームにも藤吉からの叱言はなかったという。

### 調教法

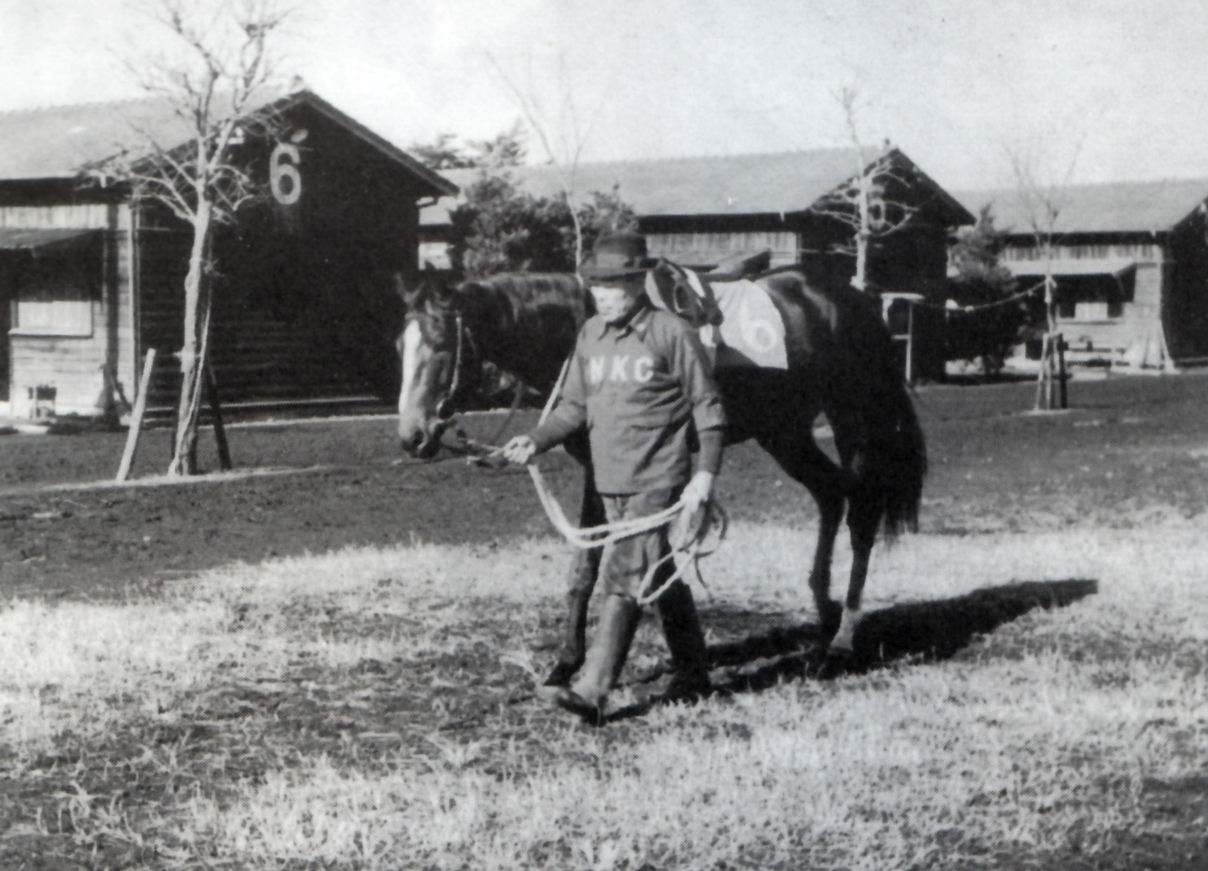
1940年代の厩舎地区の様子。

記者の井上康文が藤吉に「調教の秘訣」を尋ねた際、藤吉は「各人各様のやり方がある」「馬と相談しなければならない、馬の能力を知らなければならない」などと語ったのみで、井上が調教を観察したところでもメニューは適宜に変えられていた。保田隆芳によると、彼が入門した1934年ごろには長距離を乗るイギリス式の調教が競馬界全体の主流で、尾形厩舎の場合、馬は外厩を出て東京競馬場まで10～15分ほど歩き、東京競馬場に入ってから30分ほど動かし、コース（1周2000メートル）に入ってからは速歩で1周、駈歩で2周半の計7000メートルが通常メニューであり、追い切りでもコース1周を追うことが普通だった。これは1970年代半ばから普及していく短距離で済ませるアメリカ式の調教とは大きく異なるが、当時としては主流の調教法であった。また、府中の尾形宅は高低差の大きな坂道の底にあり、藤吉は坂の上り下りが鍛錬になると見越してここで引き運動も行わせていた。藤吉は太平洋戦争前後の時期、友人でもあった伊藤勝吉と「東の尾形、西の伊藤」と並び称されたが、この言葉は大勢力であることのほかに、調教の運動量の多さも表していたとされる。
藤吉は1953年に公務として津軽義孝とアメリカまで馬の買い付けに赴き、現地の競馬を見聞したが、「馬の調教や騎乗については、日本もアメリカもそう変わりなく、参考になることはあまりなかった」との感想を残している。一方でスピード感に富んだアメリカ特有の競走内容については「見習う点がある」とし、軍馬改良の思想から始まり、耐久力を重視してきた日本の競馬も変化していくべきではないかとの提言も行っていた。
また、藤吉の調教の妙を物語る逸話として、次のようなものがある。1967年、当時開業2年目であった孫弟子の伊藤雄二が管理馬ハイドルを擁して日本ダービーへ臨むに当たり、関東での管理を藤吉に依頼した。しかし東上前に行った削蹄に狂いがあり、ハイドルの前脚は腫れ上がってしまっていた。これを見た藤吉は、装蹄師に適宜削蹄の指示を与えつつ1日も調教を休むことなく、ダービー当日までに腫れをすっかり引かせてしまった。日本ダービーでハイドルは23着と大敗したものの、伊藤は大きく目を開かされたという。また、このとき藤吉が自宅で伊藤に語って聴かせた「精神論と具体的方法を併せ持つ話」は、伊藤の競馬論の「根底のテキスト」になったという。伊藤は2014年に松山吉三郎の子・松山康久とともに調教師顕彰者に選出された。

### 馬選び
藤吉は馬を購買する際の要点として、まず血統を最重視したといい、馬体では「胸の張り、あばらの張りがよいのと、皮膚が薄いのをえらぶ。背中から腰うつりが良く、『名馬の尾だくさん』といわれるとおり、尾毛が多く、付け根の丈夫な馬がよい。膝下は骨太で、腱、球節（くるぶし）、繋（くるぶしと足の間）が丈夫なもの。蹄はあまり浅いのはよくない」と述べている。藤本冨良は藤吉の馬選びについて「見たところモサッとしたような、（中略）太めと細めの二つに分ければ、太めの馬を好んでいたようだ」としている。数々の大馬主に恵まれた藤吉であったが、安馬で好成績を挙げることを「馬を買うことで一番の妙味」とも述べており、初代ハクショウ、ヤマヤス、アスコット、トクマサ、クリフジ、タカハタ、スウヰイスーについては「大穴中の大穴を当てたような気分だった」としている。
また、藤吉の馬選びに絡む逸話として次のようなものがある。1934年に小岩井農場で競り市が開かれた際、藤吉とは別に参加していた馬主の高橋錬逸が、「馬がよく分からないから」と、藤吉の目利きを見越して彼が最も高額を提示した馬にさらに競り掛けて落とすよう、調教師の布施季三に言い含めて競りに臨んだ。藤吉が「第15シアンモア」に熱を入れているのを見た高橋は、高額に渋る布施を励ましながら競り続け、ついに同馬を競り落とした。この「第15シアンモア」はガヴァナーの競走名で、翌1935年の日本ダービーに優勝した。

## 人物

### 人物評

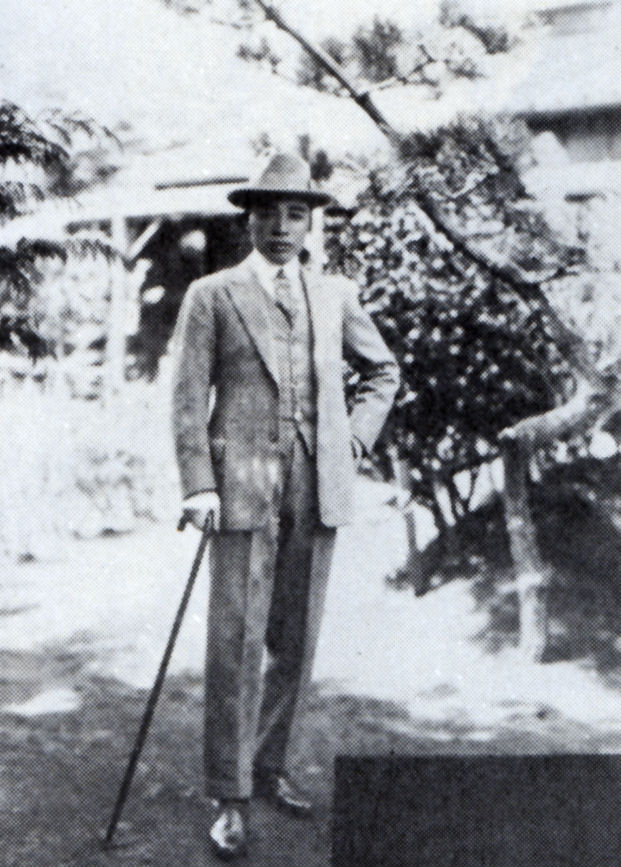
1929年、自邸にて。

徒弟制が色濃かった戦前・戦後の競馬界において、藤吉は極めて厳格だったことで知られる。同じく厳しさで聞こえた武田文吾でさえ、壮年期の藤吉を評して「本当におそろしい人でした。関東の鬼と思ったものです。ものすごい厳格な人で、ご自分にも厳しかった。足一本折れても、小指の一本ぐらいちぎれても、俺は痛いといわんぞという人でした。だから、挨拶するのもこわごわしたものです」と述べている。保田隆芳は「厳格で無口。馬に対しては誰も先に置かないほどの愛情と相馬眼の持ち主でした。先生の前ではあの大久保房松さんさえ、ステッキでなぐられた」と述懐している。人には厳しかった反面、馬に対しては折檻することを厳禁していた。娘の恵美子によれば「馬は神様に祀られたもので、世の中でいちばん正直な動物だ」と口癖のように言っていたといい、「馬をいじめるようなことは一度もなかった」という。
往時の競馬界では、「この世界で本当に先生といえるのは、尾形藤吉ただひとり」ともいわれていた。松山吉三郎は、藤吉の頭には常に競馬人の地位向上があり、そのため礼節について特に厳しく注意したのだとしている。弟子に対しては周囲を観察し、馬ばかりではなく時事を知り、出来事について自分なりの意見を持つことを促し「人のことや世間のことが判らんのに馬のことが判るようにはならんぞ」としばしば説いていたという。松山は「先生がいなかったら、馬の社会はもっともっと遅れていた」と述べている。また、藤本冨良は「あの方は紳士でしたし、貫禄もあった。調教師としてあれだけの人望家というか、信頼のおける人物は、もう出てこないでしょう」と評している。

### 私生活
私生活では酒を非常に好んだ。45歳のときに健康を考え、酒と煙草を両天秤に掛けて煙草を断ち、以来「日本酒なら2升、洋酒なら1本」を適量として酒を飲み続けた。武田文吾によれば、厳格な藤吉も酒が入ると柔らかくなったといい、藤吉が飲んでいる間は弟子も一息つけたのではないか、と述べている。一方で弟子たちの思い出話では、酔いが回ると居並ぶ内弟子に堂々巡りの説諭を毎晩のようにしていたともいい、保田は藤吉の話が長いあまりに正座を続けた足が痺れ、這いずって部屋まで戻ったという思い出を語っている。しかしこのときの説諭は後々の糧として残ってもいるという。

## 親族

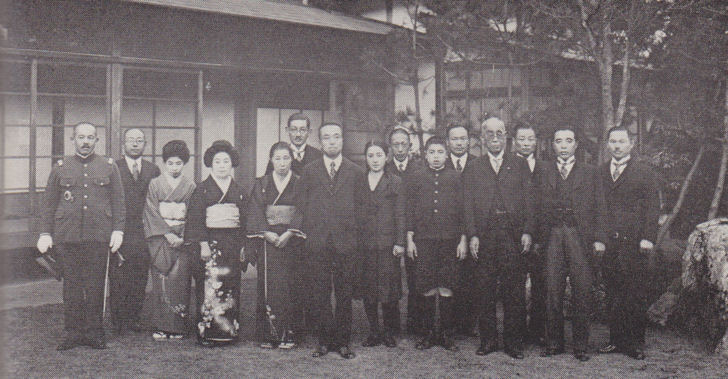
1934年正月、尾形邸に東久邇宮稔彦王を迎えて。右から2番目が藤吉、ひとり置き多賀一、ひとり置き盛次、三井末太郎、恵美子、東久邇宮、ふたり置き栄子。

長男の尾形盛次は当初競馬界とは違う職に就いていたが、藤吉の負担軽減のため尾形厩舎の調教助手となり、やがて独立し調教師となった。藤吉の死後管理を引き継いだメジロティターンで1982年の天皇賞（秋）を制している。また、盛次の子・充弘もやはり藤吉の体調がすぐれなかった頃に一般企業から調教助手に転じた。充弘は調教師として1990年代末にGI競走で4勝を挙げたグラスワンダーなどを管理しているほか、2010年から2012年まで調教師会長を務めた。
妻の栄子は藤吉に代わり大厩舎の雑事をよく切り回し、賢夫人との呼び声が高かった。井上康文は「尾形さんにとってまさに至宝」という存在であったと評し、尾形も栄子の臨終の際に「私が今日までなれたのはお前のおかげだ」と謝したという。1955年に栄子が大腸癌で死去すると、娘の恵美子が家事を取り仕切り、栄子の弟である梶山和義が厩舎の事務を担った。恵美子の子である尾形重和は獣医師として社台ファームに勤務した。
また、母方の曾祖父の阿部安貞から連なる遠縁に、東京競馬場々長を務めた阿部安之やメルボルンオリンピック日本選手団の馬術コーチを務めた瀬理町秀雄がいる。

## 一門
尾形一門は日本競馬界最大の勢力であり、『日本調教師会50年史』に記載されている直弟子だけでも45名にのぼる。

### 主な門下生
- 大久保亀治
- 保田隆芳
- 野平祐二
- 松山吉三郎
- 伊藤修司
- 伊藤正四郎
- 伊藤正徳
- 美馬信次
- 岩佐宗五郎
- 二本柳勇
- 古賀嘉蔵
- 前田長吉
- 森安重勝
- 森安弘昭
- 真崎亘
- 八木沢勝美
- 山倉精一

### 一門の主な系譜
※『日本調教師会50年史』に尾形から連なる系図に記載されている者のみ記す。なお、この元となった表の作成に当たり、調教助手出身者に対してはアンケートによってそれぞれの師を定めたとしており、最初に所属した厩舎や長く所属した厩舎とは必ずしも一致しない。
尾形藤吉
｜美馬信次
｜｜増本勇
｜｜｜増本豊
｜｜｜｜小原義之
｜｜｜｜鮫島一歩
｜｜｜｜荻野要
｜｜｜安達昭夫
｜｜武田作十郎
｜｜｜河内洋
｜｜｜武豊
｜｜梶与四松
｜｜清水久雄
｜大久保亀治
｜｜吉永猛
｜｜大久保正陽
｜｜｜大久保龍志
｜｜松田幸春
｜｜池添兼雄
｜岩佐宗五郎
｜｜前田禎
｜｜｜相沢郁
｜古賀嘉蔵
｜｜山崎彰義
｜｜｜岩戸孝樹
｜｜｜国枝栄
｜｜｜｜勢司和浩
｜｜池上昌弘
｜伊藤正四郎
｜｜伊藤雄二
｜｜｜千田輝彦
｜松山吉三郎
｜｜吉永正人
｜｜中神輝一郎
｜｜沢峰次
｜｜松山康久
｜｜｜中舘英二
｜｜山内研二
｜内藤潔
｜｜浜田光正
｜｜｜石山繁
｜保田隆芳
｜｜保田一隆
｜野平祐二
｜｜和田正道
｜｜｜上原博之
｜｜｜穂苅寿彦
｜｜藤沢和雄
｜｜｜橋本広喜
｜｜｜青木芳之
｜｜｜北村宏司
｜工藤嘉見
｜｜南井克巳
｜｜菊沢隆仁
｜伊藤修司
｜｜寺井千万基
｜｜松田国英
｜｜｜角居勝彦
｜｜｜友道康夫
｜森安弘昭
｜｜天間昭一
｜｜｜原田和真
｜田中和夫
｜｜笹倉武久
｜｜｜宗像徹
｜｜畠山重則
｜｜｜小檜山悟
｜伊藤正徳
｜｜藤原辰雄
｜｜後藤浩輝
｜｜小野寺祐太
｜尾形盛次
｜｜尾形充弘
｜｜｜柄崎将寿

## 騎手成績
| 通算成績 | 1着 | 2着 | 3着 | 騎乗数 | 勝率 | 連対率 |
| -------- | --- | --- | --- | ------ | ---- | ------ |
| 計       | 148 | 81  | 52  | 373    | .396 | .667   |

### 主な騎乗馬
全て尾形の管理馬。
括弧内は優勝競走。斜体は尾形以外の騎乗で優勝した競走。
倶楽部時代は同一あるいは近似名の競走が全国に並立していたため、便宜上開催場名を競走名に冠して記述する。
- トクホ（1915年秋季：目黒連合内国産優勝）
- シンオーミフジ（1918年阪神帝室御賞典・春）
- クヰンマリー（1920年目黒帝室御賞典・秋）
- スターリング（1923年目黒連合内国産優勝・秋）
- アスベル（1927年阪神各内国産古馬連合・秋）
- チヱリーダッチェス（1924年横浜帝室御賞典・春）
- キングフロラー（1928年目黒帝室御賞典・春）
- ハクショウ（1928年阪神帝室御賞典・秋、阪神各内国産古馬連合・秋 1929年目黒各内国産古馬・秋 1930年東京各内国産古馬・秋、中山内国産馬競走）
- アストラル（1927年内外国産古馬競走・秋）
- クヰンホーク（1928年東京連合二哩・秋 1929年目黒帝室御賞典・秋）
- ハクシュン（1929年京都各内国産牝馬連合・秋）
- サンシャイン（1929年中山秋季特別 1930年京都各内国産牝馬連合・春）
- アスパイヤリング（1930年横浜帝室御賞典・秋）
- サンシャイン（1931年福島帝室御賞典）
- ワカクサ（1931年横浜帝室御賞典・秋）
- オオツカヤマ（1932年中山農林省賞典・春）
- ハクヨシ（1932年横浜帝室御賞典・秋、横浜特別・秋）
- アスコット（1932年春季：阪神農林省賞典 1933年春季：東京帝室御賞典、中山四千米）
- ハクコウ（1932年秋季：中山秋季特別 1933年春季：東京農林省賞典、東京五歳馬特別、横浜帝室御賞典 秋季：中山秋季五歳馬特別）
- ワカミチ（1934年春季：東京五歳馬特別、東京農林省賞典、横浜呼馬五歳馬）
- デンコウ（1934年東京農林省賞典・秋、阪神帝室御賞典・秋 1935年春季：中山四千米）
- アカイシダケ（1935年秋季 東京農林省賞典、横浜帝室御賞典 1936年春季：中山四千米）

## 調教師成績
| 1954年以降の成績 | 1954年以降の成績 | 1954年以降の成績 | 1954年以降の成績 | 1954年以降の成績 | 1954年以降の成績 | 1954年以降の成績 |
| 通算成績         | 1着              | 2着              | 3着              | 騎乗数           | 勝率             | 連対率           |
| ---------------- | ---------------- | ---------------- | ---------------- | ---------------- | ---------------- | ---------------- |
| 平地             | 1471             | 1168             | 1056             | 8406             | .175             | .314             |
| 障害             | 198              | 178              | 149              | 932              | .212             | .403             |
| 計               | 1669             | 1346             | 1205             | 9338             | .179             | .323             |

### 主な管理馬
騎手時代の主な騎乗馬として挙げた馬は割愛する。

#### 八大競走の勝ち馬
※強調表示は八大競走。（のちの八大競走も含む）
- フレーモア（1934年東京優駿大競走、東京帝室御賞典・秋、中山四歳馬特別）
- トクマサ（1936年東京優駿大競走 1937年目黒記念・春、中山記念・秋）
- アステリモア（1938年阪神優駿牝馬）
- テツモン（1938年京都農林省賞典四歳呼馬 1939年帝室御賞典・秋）
- タイレイ（1940年中山四歳牝馬特別）
- エステイツ（1941年中山記念・春、帝室御賞典・秋）
- ロックステーツ（1942年阪神優駿牝馬）
- クリフジ（1943年東京優駿競走、阪神優駿牝馬、京都農商省賞典四歳呼馬 1944年横浜記念・春）
- ヤマイワイ（1944年中山四歳牝馬特別）
- ヤシマドオター（1949年桜花賞、1950年天皇賞・秋、中山記念・秋）
- ハタカゼ（1950年毎日王冠、カブトヤマ記念 1951年目黒記念・春、天皇賞・秋 1952年目黒記念・秋）
- クリノハナ（1952年皐月賞、東京優駿）
- カンセイ（1953年桜花賞）
- ハクリョウ（1953年カブトヤマ記念、菊花賞 1954年東京杯、天皇賞・春、毎日王冠 1955年金杯、目黒記念・春）
- ヤマイチ（1954年桜花賞、優駿牝馬）
- ハクチカラ（1956年東京優駿、カブトヤマ記念 1957年目黒記念・春、東京杯、日本経済賞、毎日王冠、目黒記念・秋、天皇賞・秋、有馬記念）
- ミッドファーム（1956年天皇賞・秋）
- クリペロ（1959年スプリングハンデキャップ、目黒記念・春、東京杯、毎日王冠 1960年天皇賞・春）
- ハククラマ（1959年京王杯オータムハンデキャップ、セントライト記念、菊花賞）
- ハクショウ（1960年朝日杯3歳ステークス 1961年東京優駿）
- コレヒサ（1962年京都杯 1963年アメリカジョッキークラブカップ、天皇賞・春）
- グレートヨルカ（1962年朝日杯3歳ステークス 1963年東京記念、セントライト記念、菊花賞 1966年京王杯スプリングハンデキャップ）
- メイズイ（1963年スプリングステークス、皐月賞、東京優駿、クモハタ記念 1964年スワンステークス）
- ハクズイコウ（1966年アメリカジョッキークラブカップ、天皇賞・春）
- コレヒデ（1966年東京新聞杯、アルゼンチンジョッキークラブカップ、天皇賞・秋、有馬記念 1967年ダイヤモンドステークス）
- ワイルドモア（1969年弥生賞、スプリングステークス、皐月賞）
- シャダイターキン（1969年優駿牝馬）
- ラッキールーラ（1977年弥生賞、東京優駿）

### 重賞競走勝ち馬
- ヤマヤス（1932年阪神農林省賞典・春、横浜帝室御賞典・春、目黒記念・秋）
- リョウゴク（1936年東京帝室御賞典・秋 1937年阪神記念・春）
- フェアモア（1937年中山四歳馬特別 1938年横浜四・五歳牝馬特別、目黒記念・秋）
- ガルモア（1937年阪神四歳牝馬・秋）
- リプルス（1937年東京五歳馬特別・秋）
- キンテキ（1937年農林省賞典障害・秋）
- トクタカ（1938年農林省賞典障害・春）
- アヅマダケ（1938年横浜特別・春、目黒記念・春）
- ガイカ（1938年阪神記念・秋 1939年阪神記念・春）
- シャインモア（1939年中山農林省賞典障害・秋）
- キョクジツ（1940年中山農林省賞典障害・春）
- ゼンサ（1940年目黒記念・秋）
- タカホマレ（1941年目黒記念・秋）
- ゼーアドラー（1941年中山農林省賞典障害・秋）
- ライオンカップ（1942年中山記念・春）
- ステーツ（1942年目黒記念・秋）
- クレタケ（1943年中山記念・春）
- ブランドパプース（1948年中山記念）
- タビト（1949年目黒記念・秋）
- アヅマホマレ（1949年朝日杯3歳ステークス）
- ブランドライト（中山大障害・秋）
- クニハタ（1950年目黒記念・秋）
- イッセイ（1951年安田賞、カブトヤマ記念）
- タカハタ（1951年朝日杯3歳ステークス 1952年ダイヤモンドステークス 1953年目黒記念・春、日本経済賞）
- スウヰイスー（1953年安田賞）
- ガイセイ（1954年金杯）
- クリチカラ（1954年目黒記念・春 1955年安田賞、日本経済賞 1956年金杯、スプリングハンデキャップ）
- オーセイ（1954年カブトヤマ記念、クモハタ記念）
- ブレッシング（1955年クイーンステークス 1958年中京競馬開設5周年記念、スプリングハンデキャップ）
- タカハギ（1955年セントライト記念）
- トウセイ（1955年東京牝馬特別）
- ダイニミノル（1956年東京障害特別・春）
- ハクレイ（1956年中山大障害）
- ホマレモン（1957年金杯）
- ミツル（1957年東京牝馬特別 1958年中山記念、東京杯）
- メイタイ（1959年スプリングステークス）
- ハタフォード（1959年東京牝馬特別）
- ビッグヨルカ（1960年日本短波賞中山4歳ステークス）
- ハローモア（1960年中山記念 1961年毎日王冠）
- ヤシマファースト（1960年オールカマー、目黒記念・秋 1961年アメリカジョッキークラブカップ、目黒記念・春）
- クリバン（1961年東京牝馬特別）
- ゴウユウ（1962年東京記念）
- キタノホマレ（1962年中山アラブ障害特別）
- トースト（1964年金杯、中山記念、アルゼンチンジョッキークラブカップ、毎日王冠）
- テツノオー（1964年中京記念、大阪杯）
- フラワーウッド（1964年日本短波賞、クイーンステークス、オールカマー、東京牝馬特別 1965年牝馬特別）
- クリベイ（1964年クモハタ記念 1965年函館記念）
- ソウリュウ（1965年京王杯オータムハンデキャップ）
- アドミラル（1966年中山大障害・春）
- アタックモア（1966年東京障害特別・春）
- リコウ（1967年ステイヤーズステークス）
- メジロサンマン（1967年目黒記念・秋）
- フィニィ（1967年京都記念・秋、阪神大賞典 1969年ハリウッドターフクラブ賞）
- ニウオンワード（1968年アメリカジョッキークラブカップ、ステイヤーズステークス）
- ハクセンショウ（1968年福島記念、新潟記念 1969年中日新聞杯、金鯱賞）
- フリートターフ（1968年東京障害特別・秋）
- ミノル（1968年朝日杯3歳ステークス 1969年東京4歳ステークス 1970年京王杯スプリングハンデキャップ）
- シャンデリー（1969年サンケイスポーツ賞4歳牝馬特別）
- ハクエイホウ（1969年日本短波賞、クモハタ記念）
- ヒガシライト（1970年日本短波賞、関屋記念）
- ヤシマライデン（1971年京成杯、東京4歳ステークス）
- ハクホオショウ（1972年カブトヤマ記念 1973年安田記念、札幌記念、オールカマー）
- ハクコンゴウ（1972年東京障害特別・秋）
- ウエスタンダッシュ（1974年京成杯 1975年日刊スポーツ賞金杯）

- ヨシノリュウジン（1977年スプリングステークス）
- ラッキーウエスト（1978年新潟記念）
- ハザマファースト（1979年クイーンステークス）
- タケノハッピー（1980年クイーンステークス）
- メジロティターン（1981年セントライト記念）

### 受賞
- 年間最多勝利調教師：13回 （1956年 - 1966年、1968年、1969年） ※1956年以降、11年連続・13回はともに歴代最長・最多
- 最優秀調教師賞1回（1966年）
- 調教技術賞3回（1964年、1965年、1967年）
- 優秀調教師賞18回（1955年-1965年、1967年-1971年、1977年）

### 記録
- 年間最高勝率調教師：6回（1962年、1964年 - 1967年、1977年） ※1956年以降、JRAでは1987年より表彰。6回は藤沢和雄・伊藤雄二に次ぐ歴代3位、4年連続は歴代最長
- 年間最多賞金獲得調教師：14回（1956年 - 1966年、1968年、1969年、1977年） ※1956年以降、JRAでは1987年より表彰。11年連続・14回はともに歴代最長・最多
- クラシック競走完全制覇：2人目[注 9]
- 八大競走完全制覇：史上初[注 10][注 11]

#### GⅠレース別最多勝利記録
- 桜花賞 - 5勝（第2回・第6回・第9回・第13回・第14回）[注 12]
- 天皇賞（春） - 4勝（第29回・第41回・第47回・第53回）
- 優駿牝馬 - 5勝（第1回・第5回・第6回・第15回・第30回）[注 13]
- 東京優駿 - 8勝（第3回・第5回・第12回・第19回・第23回・第28回・第30回・第44回）
- 安田記念 - 4勝（第1回・第3回・第5回・第23回）[注 14]
- 菊花賞 - 5勝（第1回・第6回・第14回・第20回・第24回）
- 天皇賞（秋） - 7勝（第5回・第9回・第22回・第24回・第34回・第36回・第54回）[注 15]
- 朝日盃3歳ステークス - 5勝（第1回・第3回・第12回・第14回・第20回）